# Lubec
Lubec ([luˈbɛk]) ist eine Town im Washington County des Bundesstaates Maine in den Vereinigten Staaten. Im Jahr 2020 lebten dort 1237 Einwohner in 1118 Haushalten auf einer Fläche von 203,00 km². Lubec ist die östlichste Gemeinde auf dem Festland der Vereinigten Staaten.

## Geographie
Nach dem United States Census Bureau hat Lubec eine Gesamtfläche von 203,00 km², von der 86,12 km² Land sind und 116,89 km² aus Gewässern bestehen.

### Geographische Lage
Lubec befindet sich auf einer Halbinsel in der Passamaquoddy Bay, des Atlantischen Ozeans, leicht südlich von Eastport im Washington County im Bundesstaat Maine. Lubec grenzt an New Brunswick, Kanada. Zum Gebiet der Town gehören auch einige Inseln, wie das Rodgers Island die zumeist unbewohnt sind. Es gibt keine größeren Seen auf dem Gebiet, es ist zudem eben, ohne größere Erhebungen.
Es existiert ein Grenzübergang über die Franklin Delano Roosevelt Bridge nach Welshpool (New Brunswick) auf Campobello Island.

### Nachbargemeinden
Alle Entfernungen sind als Luftlinien zwischen den offiziellen Koordinaten der Orte aus der Volkszählung 2010 angegeben.
- Norden: Perry, 21,1 km
- Nordosten: Eastport, 12,3 km
- Osten: Campobello Island, New Brunswick, 13,6 km
- Süden: Grand Manan Island, New Brunswick, 21,7 km
- Westen: East Central Washington, Unorganized Territory, 23,8 km
- Nordwesten: Pembroke, 15,3 km

### Stadtgliederung
In Lubec gibt es mehrere Siedlungsgebiete: Lubec, Lubec Mills, North Lubec, Ridge, South Lubec und West Lubec.

### Klima
Die mittlere Durchschnittstemperatur in Lubec liegt zwischen −6,1 °C (21 °F) im Januar und 18,3 °C (65 °F) im Juli. Damit ist der Ort gegenüber dem langjährigen Mittel der USA um etwa 9 Grad kühler. Die Schneefälle zwischen Oktober und Mai liegen mit bis zu zweieinhalb Metern mehr als doppelt so hoch wie die mittlere Schneehöhe in den USA; die tägliche Sonnenscheindauer liegt am unteren Rand des Wertespektrums der USA.

## Geschichte
Der Name Lubec ist die englische Form des deutschen Lübeck. Der Ort wurde 1780 gegründet und war bis zum 21. Juni 1811 Teil von Eastport (Maine). Nach der Gründung der USA entwickelte sich der Ort zu einem Zentrum des Schmuggels, der von der Preisdifferenz zwischen den USA, Kanada und Europa profitierte. 1859 besaß der Ort eine Gerberei, drei Getreidemühlen, neun Sägemühlen und hatte etwa 2800 Einwohner. 1886 existierten zwei Werften, drei Schiffsbauer und drei Segelmacher. Einer der bedeutendsten Fälle von Wirtschaftskriminalität des ausgehenden 19. Jahrhunderts ist ebenfalls mit Lubec verbunden – von 1896 bis 1898 wurden in großem Maße Anteile der Electrolytic Marine Salts Company vertrieben, die mittels Akkumulatoren Gold aus Meerwasser gewinnen wollte.

### Einwohnerentwicklung
| Volkszählungsergebnisse – Town of Lubec, Maine | Volkszählungsergebnisse – Town of Lubec, Maine | Volkszählungsergebnisse – Town of Lubec, Maine | Volkszählungsergebnisse – Town of Lubec, Maine | Volkszählungsergebnisse – Town of Lubec, Maine | Volkszählungsergebnisse – Town of Lubec, Maine | Volkszählungsergebnisse – Town of Lubec, Maine | Volkszählungsergebnisse – Town of Lubec, Maine | Volkszählungsergebnisse – Town of Lubec, Maine | Volkszählungsergebnisse – Town of Lubec, Maine | Volkszählungsergebnisse – Town of Lubec, Maine |
| Jahr                                           | 1800                                           | 1810                                           | 1820                                           | 1830                                           | 1840                                           | 1850                                           | 1860                                           | 1870                                           | 1880                                           | 1890                                           |
| ---------------------------------------------- | ---------------------------------------------- | ---------------------------------------------- | ---------------------------------------------- | ---------------------------------------------- | ---------------------------------------------- | ---------------------------------------------- | ---------------------------------------------- | ---------------------------------------------- | ---------------------------------------------- | ---------------------------------------------- |
| Einwohner                                      |                                                |                                                | 1430                                           | 1535                                           | 2307                                           | 2814                                           | 2555                                           | 2136                                           | 2109                                           | 2769                                           |
| Jahr                                           | 1900                                           | 1910                                           | 1920                                           | 1930                                           | 1940                                           | 1950                                           | 1960                                           | 1970                                           | 1980                                           | 1990                                           |
| Einwohner                                      | 3005                                           | 3363                                           | 3371                                           | 2994                                           | 3108                                           | 2973                                           | 2684                                           | 1949                                           | 2045                                           | 1853                                           |
| Jahr                                           | 2000                                           | 2010                                           | 2020                                           | 2030                                           | 2040                                           | 2050                                           | 2060                                           | 2070                                           | 2080                                           | 2090                                           |
| Einwohner                                      | 1652                                           | 1359                                           | 1237                                           |                                                |                                                |                                                |                                                |                                                |                                                |                                                |

## Kultur und Sehenswürdigkeiten

### Bauwerke
In Lubec wurden mehrere Bauwerke unter Denkmalschutz gestellt und ins National Register of Historic Places aufgenommen.
- Chaloner House, 2007 unter der Register-Nr. 07000009.[11]
- Jeremiah Fowler House, 1983 unter der Register-Nr. 83003693.[12]
- Lubec Channel Light Station, 1988 unter der Register-Nr. 88000152.[13]
- McCurdy Smokehouse, 1993 unter der Register-Nr. 93000638.[14]
- West Quoddy Head Light Station, 1980 unter der Register-Nr. 80004601.[15]
- West Quoddy Lifesaving Station, 1990 unter der Register-Nr. 90000581.[16]
- Daniel Young House, 1984 unter der Register-Nr. 84001547.[17]

### Parks
Auf dem Gemeindegebiet befindet sich der Quoddy Head State Park mit dem Leuchtturm von West Quoddy Head, dem östlichsten Punkt auf dem US-amerikanischen Festland und dem Punkt in den USA mit dem geringsten Abstand zu Afrika.

## Wirtschaft und Infrastruktur
Heute sind Tourismus und Fischfang Grundlage des Einkommens der etwa 1350 Einwohner.
Bei Bootsausflügen zur Insel Machias Seal Island bietet sich die Möglichkeit zur Beobachtung von Robben und Papageitauchern.

### Verkehr
Die Maine State Route 189 verläuft in westöstlicher Richtung durch das Gebiet der Town und führt über einen Grenzübergang nach Kanada. Von ihr zweigt in südlicher Richtung die Maine State Route 191 ab.

### Öffentliche Einrichtungen
Es gibt medizinische Einrichtungen in Lubec, weitere befinden sich im benachbarten Eastport.
Die Lubec Memorial Library befindet sich in der Water Street in Lubec. Sie wurde am 21. Juni 1952 eröffnet.

### Bildung
Für die Bildung ist das Lubec School Department zuständig.
Die Lubec Consolidated School bietet Schulklassen von Kindergarten bis zum 8. Schuljahr.

## Persönlichkeiten

### Söhne und Töchter der Stadt
- George H. Moses (1869–1944), Politiker

### Persönlichkeiten, die vor Ort gewirkt haben
- Ira Joy Chase (1834–1895), Politiker und Gouverneur des Bundesstaates Indiana